# Colobura dirce
Colobura dirce (popularmente denominada borboleta-zebra) é uma borboleta neotropical da família Nymphalidae. Possui duas subespécies: Colobura dirce dirce (Linnaeus, 1758), encontrada no México, Colômbia, Equador, Venezuela, Guianas, Trinidad, Bolívia, Brasil, Paraguai e Argentina; Colobura dirce wolcotti (Comstock, 1942), encontrada em Porto Rico, Cuba, Jamaica e na Ilha de São Domingos. Esta divisão continua, em estudo de Willmott, Constantino & Hall (2001). A espécie foi inicialmente descrita como Papilio dirce na obra Systema Naturae, de Linnaeus, em 1758.

## Descrição e hábitos
Habita floresta primária e secundária em altitudes entre zero e 1 400 metros, sendo mais fácil de se encontrar em altitudes inferiores a 800 metros; em florestas decíduas e perenes, mas também ocorrendo com frequência em pomares. Ambos os sexos são encontrados com frequência, assentando em troncos de árvores onde habitualmente se estabelecem em uma posição de cabeça para baixo a uma altura de cerca de 2 metros, enquanto absorvem a umidade dos musgos ou de fissuras nos troncos. Se incomodada, tenta fugir correndo, sem voar, para o lado oposto da árvore, voltando para a posição original se perseguida, sendo extremamente relutante em alçar voo. Às vezes é encontrada isoladamente, porém mais frequentemente em grupos de 2 ou 3 indivíduos. Em vista inferior é de coloração clara, possuindo padronagem de desenhos escuros; vista superiormente é de coloração castanha, apresentando duas amplas áreas claras nas asas anteriores, que aparecem também em seu verso. Atinge de 5 a 7,5 centímetros de envergadura e se alimenta de substâncias exsudadas de troncos de árvores, em frutos fermentados ou sobre excrementos.

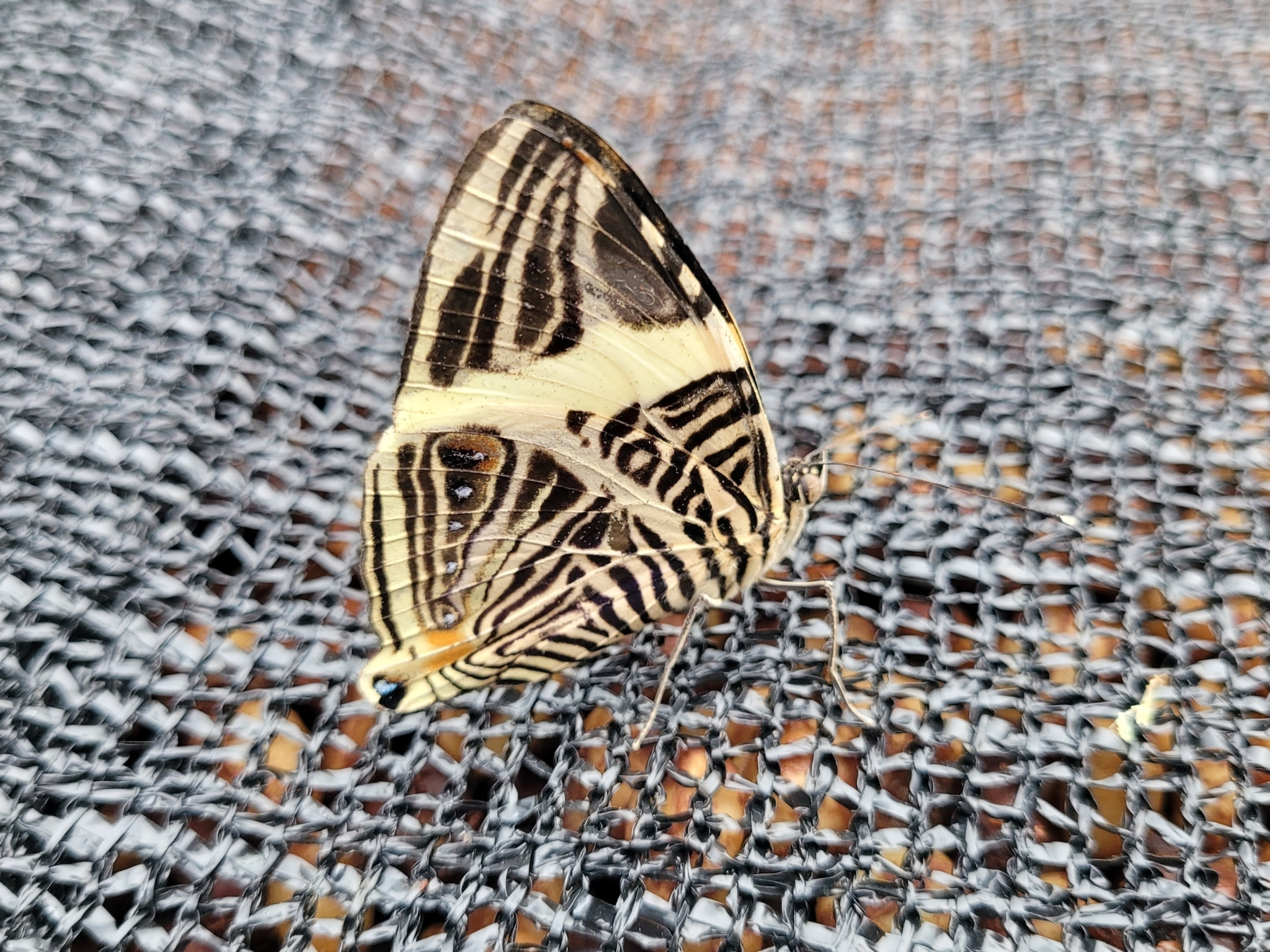
Fotografia C. dirce, subespécie wolcotti, pousada; em Porto Rico.

## Camuflagem
O padrão, em vista inferior, das asas de Colobura, em ambas as subespécies, apresenta camuflagem de tipo disruptivo.[carece de fontes?] Este padrão de listras, bandas e zig-zags, similar ao de uma zebra, fragmenta visualmente a forma da asa para seus predadores. Outra característica é um desenho de cabeça falsa, no final da asa posterior, que torna confusa a localização real de sua cabeça, dificultando o ataque.

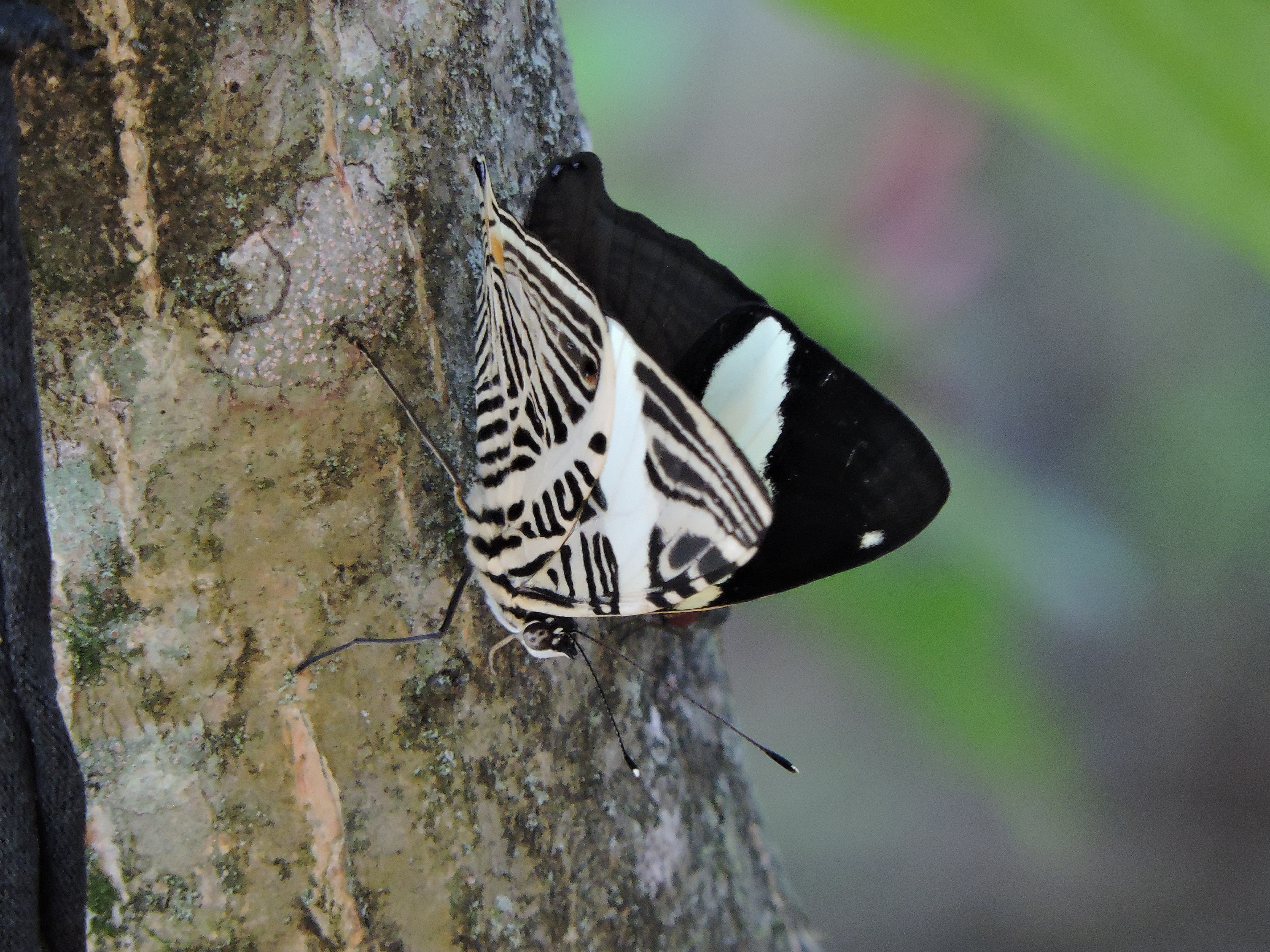
C. dirce, pousada. Neste exemplar, as asas anteriores apresentam uma pontuação branca, próxima à borda anterior.

## Ciclo de vida
As larvas de Colobura dirce se alimentam de folhas de algumas espécies de Cecropia após a eclosão dos ovos, que são colocados em grupos de 2 a 10 nas folhas. Estas larvas criam cadeias de excrementos, ligadas entre si por fios de uma substância similar à seda, que se projetam a partir das pontas das folhas. São, quando totalmente crescidas, negras e decoradas com espinhos brancos e amarelos. Alimentam-se em grupos de 5 a 20 indivíduos. A crisálida é alongada e cilíndrica, assemelhando-se a um galho seco.

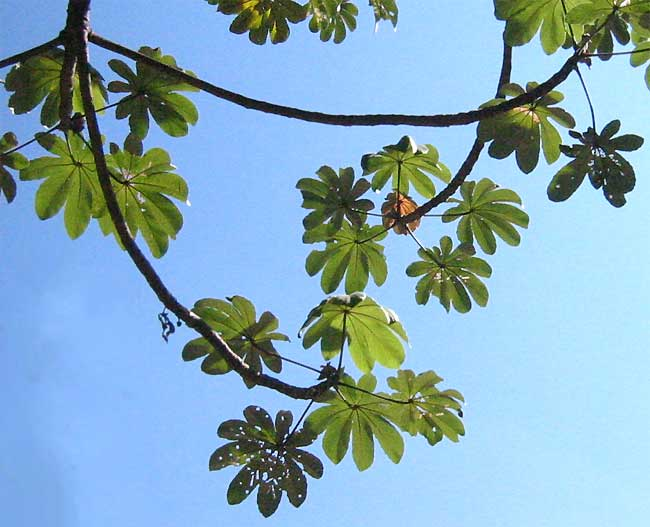
Folhas de Cecropia peltata, uma das espécies alimento das lagartas.

## Diferenciação de espécies
Colobura dirce se distingue de Colobura annulata, a outra espécie de seu gênero, a partir dos estágios imaturos. Ovos de C. dirce geralmente são mais escuros e as larvas carecem de anéis amarelos cercando seus corpos, como ocorre em C. annulata, geralmente sendo menos sociáveis. Os adultos tendem a ser menores do que em C. annulata e seu caráter distintivo desta outra espécie é feito pela terceira linha submarginal, abaixo da margem lateral da asa anterior, quando a borboleta é vista por baixo, que se afunila em direção ao canto superior desta mesma asa; em C. annulata isto não ocorre. Esta distinção foi proposta por Willmott, Constantino & Hall (contendo desenho), em artigo científico publicado no ano de 2001, A Review of Colobura (Lepidoptera: Nymphalidae) with Comments on Larval and Adult Ecology and Description of a Sibling Species.